# Sacciolepis
{{Bảng phân loại

Sacciolepis là một chi thực vật có hoa trong họ Cỏ (Poaceae). Cupscale grass là tên thông thường tiếng Anh cho nhiều loài thuộc chi này.
Chúng phân bố rộng tại vùng nhiệt đới và ôn đới ấm. Nhiều trong số này có nguồn gốc châu Phi, số khác tại châu Á, Úc, và châu Mỹ.
Chúng có thể là cây thường niên hay lưu niên. Cụm hoa thường mọc thành đám dày. Sacciolepis mọc tại những vùng ẩm ướt, như đồng lầy hay bờ nước. Sacciolepis có quan hệ gần với Panicum.
Các loài
1. Sacciolepis africana
2. Sacciolepis angustissima
3. Sacciolepis antsirabensis
4. Sacciolepis arenaria
5. Sacciolepis catumbensis
6. Sacciolepis chevalieri
7. Sacciolepis ciliocincta
8. Sacciolepis cingularis
9. Sacciolepis clatrata
10. Sacciolepis curvata
11. Sacciolepis cymbiandra
12. Sacciolepis fenestrata
13. Sacciolepis indica
14. Sacciolepis interrupta
15. Sacciolepis leptorachis
16. Sacciolepis micrococca
17. Sacciolepis myosuroides
18. Sacciolepis myuros
19. Sacciolepis otachyrioides
20. Sacciolepis seslerioides
21. Sacciolepis striata
22. Sacciolepis tenuissima
23. Sacciolepis transbarbata
24. Sacciolepis typhura
25. Sacciolepis viguieri
26. Sacciolepis vilvoides

trước đây
xem Hymenachne và Panicum
- Sacciolepis aurita - Panicum auritum
- Sacciolepis donacifolia - Hymenachne donacifolia
- Sacciolepis insulicola - Panicum auritum
- Sacciolepis longissima - Panicum longissimum
- Sacciolepis polymorpha - Panicum auritum
- Sacciolepis semienensis - Panicum hymeniochilum